# Dénialisme

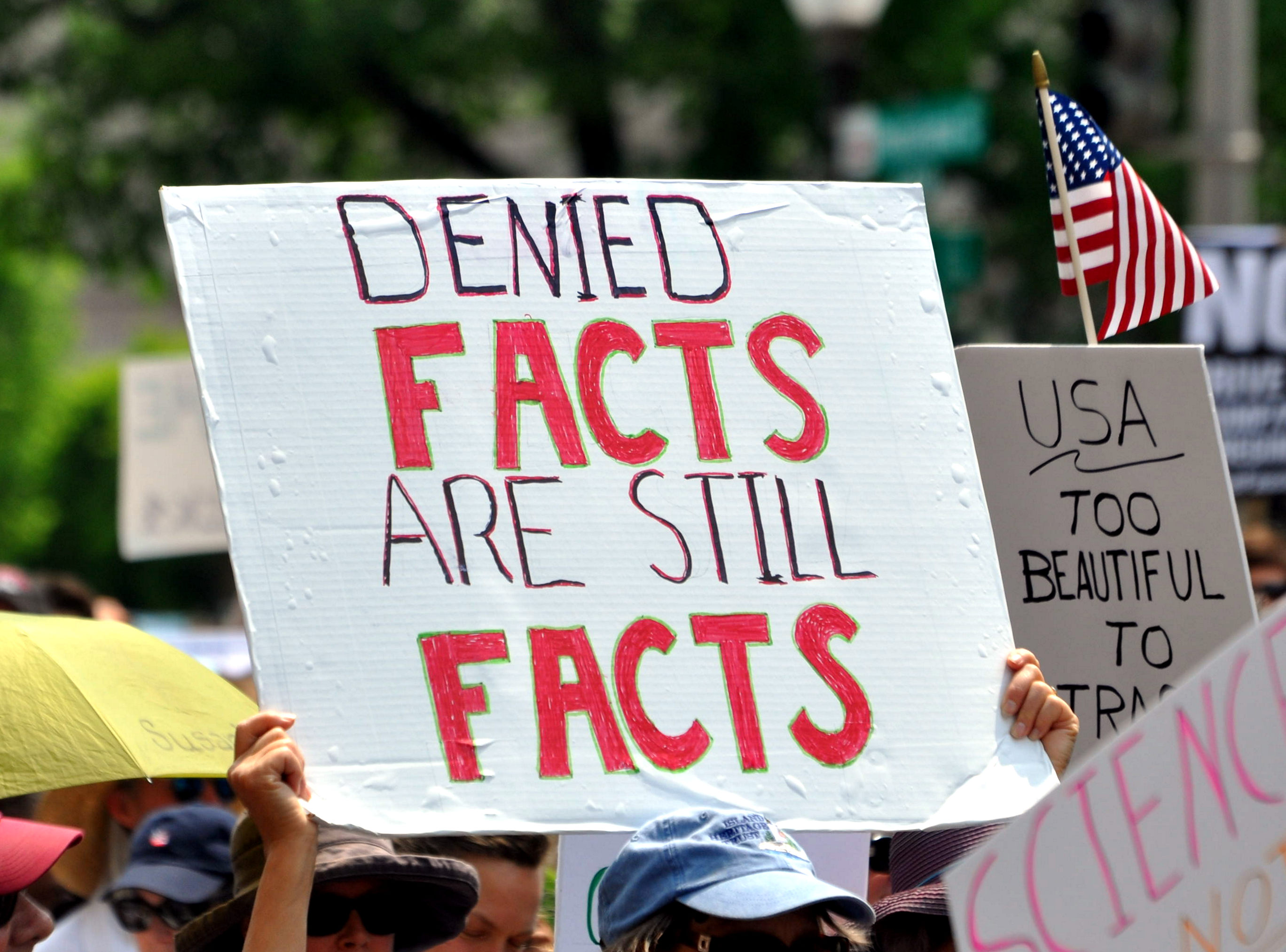
Pancarte de protestation contre le déni du réchauffement climatique avec écrit : « Les faits niés restent des faits ».

Le dénialisme (denialism) est le choix de nier un fait ou un consensus, sans justification rationnelle. Le terme de déni peut renvoyer soit au dénialisme, lorsqu’une réalité est niée ou minimisée pour des raisons politique ou de cohérence idéologique, soit à la dénégation, lorsqu’on fait référence au besoin d'éviter une vérité psychologiquement inconfortable.
Face à la science, le dénialisme est le rejet du consensus scientifique sur un sujet donné, en faveur d'idées radicales controversées à un niveau médiatique. Ce déni se caractérise donc par le rejet des preuves scientifiques patentes ; la création de contenus faussement scientifiques ; les tentatives de générer une controverse, ; les tentatives de nier l'existence d'un consensus.
En sociologie, le dénialisme est aussi un comportement individuel ou collectif de malhonnêteté ou de laxisme qui consiste à ne pas prendre en compte un fait.

## Description
Face à la science, le dénialisme se caractérise par le rejet des preuves scientifiques ; la création de contenus faussement scientifiques ; les tentatives de générer une controverse, ; les tentatives de nier l'existence d'un consensus. Si cette posture est irrationnelle ; ses motivations ne le sont généralement pas.
Dénialisme et dénégation renvoient à des réalités distinctes. Le mot "dénialisme" évoque une tendance à nier ou à minimiser des faits établis, plutôt en raison de convictions idéologiques ou religieuses. Il est utilisé dans un contexte social ou politique pour désigner une forme de résistance au changement ou à l'acceptation d'une réalité qui tend à être jugée inacceptable. Le mot "dénégation" désigne lui le fait de nier ou de refuser de reconnaître un fait, une réalité ou une responsabilité. Il est d’abord utilisé dans un contexte psychologique ou psychiatrique pour désigner un mécanisme de défense qui permet à l'individu de se protéger d'une réalité qu'il ne peut pas accepter.
Le déni de la science s’est accru considérablement ces dernières années. Un facteur majeur est la propagation rapide de la désinformation et des fausses nouvelles par les médias sociaux (comme Facebook), ainsi que la mise en évidence de cette désinformation dans les recherches Google.
Cependant, John Cook et ses collègues,, ont montré que la théorie de l’inoculation psychologique peut contrer le déni.
Les motivations et les causes du déni comprennent les croyances religieuses, le machiavélisme (populisme) et l'intérêt personnel (économique, politique ou financier, etc.) ; mais aussi, les mécanismes de défense destinés à protéger la psyché contre des faits et des idées mentalement dérangeants,, souvent appelés dissonance cognitive en termes de psychologie.
Desveaux distingue trois formes de déni : le dénialisme, le désaveu et la dénégation.

## Dénialisme et négationnisme
En langue française, les termes « dénialisme » et « négationnisme » ont deux sens voisins mais sensiblement différents. Tous deux désignent le déni de faits établis, mais le dénialisme désigne plutôt le déni de faits scientifiques tel que le réchauffement climatique tandis que le négationnisme désigne le déni de faits historiques telle que la Shoah. Comme l'explique le philosophe Normand Baillargeon, « on pourra être tenté de traduire dénialisme par « négationnisme ». Cependant, ce serait oublier que ce mot désigne déjà, en français, le refus d’admettre la réalité de la Shoah qui est un fait historiquement prouvé. » Le terme négationnisme est également utilisé par certains pour désigner le déni de l'existence de communautés immigrantes en France, d'une deuxième religion comme l'Islam ou encore des guerres coloniales tel que la guerre d'Algérie[source insuffisante]. On peut considérer le négationalisme[à vérifier] comme un cas particulier de dénialisme, visant des faits établis par la science historique.

## Exemples
Il y a de nombreux cas de dénialisme, les principaux sont d'après Normand Baillargeon :
- le refus d’admettre l’efficacité et l’innocuité quasi totale des vaccins ;
- le refus d'admettre que le VIH cause le sida ;
- le refus d'admettre l'évolution biologique, et spécialement que l'espèce humaine soit le produit de l'évolution par sélection naturelle ».
- le refus d’admettre la réalité du réchauffement climatique anthropique (voir détail ci-dessous).

### Déni du réchauffement climatique
« Déni du réchauffement climatique » est une expression qui désigne, de manière générale, une attitude de déni face au consensus scientifique relatif au réchauffement de la planète.
Certaines personnes admettent qu'il y a un réel changement, allant dans le sens d'un réchauffement global, mais nient que ce changement ait une origine ou une part anthropique ; ils l'attribuent exclusivement aux variations naturelles du climat. D'autres nient que ce changement affecte déjà négativement les écosystèmes ou qu'il puisse affecter les sociétés humaines, estimant parfois que le CO2 ou le réchauffement est une chance pour le tourisme ou l'agriculture ; ces derniers jugent alors inutile toute démarche d'adaptation au changement climatique.
Certains « négateurs » approuvent le terme de « déni ». D'autres préfèrent se dire « climatosceptiques », mais plusieurs scientifiques estiment que le mot « scepticisme » est désormais inexact pour qualifier l'attitude de négation du réchauffement climatique anthropique,.
Au sens large, ce déni peut aussi être « implicite » : quand des individus ou des groupes sociaux acceptent les hypothèses et démonstrations scientifiques, mais sans parvenir à les traduire en action ou en changements de comportements. Plusieurs travaux de sciences sociales ont analysé ces attitudes, en les classant comme des formes de négationnisme, voire de pseudoscience. Toutes ces formes de déni alimentent la controverse sur le changement climatique, et inversement.
Des campagnes visant à saper la confiance du public dans les sciences du climat ont été mises en évidence, en Amérique du Nord notamment. Elles ont été décrites comme une « machine à produire du déni », construite, financée et entretenue par des intérêts industriels, politiques et idéologiques, trouvant des relais dans les médias conservateurs et les « blogueurs sceptiques » afin de créer l'impression qu'il existe une grande incertitude autour des données montrant que la planète se réchauffe,.
Selon des observateurs tels que Naomi Klein (2011), ces campagnes de déni sont soutenues par ceux qui prônent des politiques économiques conservatrices, et par des intérêts industriels opposés à la réglementation ou la taxation des émissions de CO2 (et équivalent CO2), en particulier les lobbies du charbon et plus généralement des énergies fossiles, les frères Koch, des groupes de défense de l'industrie ainsi que des think tanks conservateurs et libertariens, souvent américains,,,. Plus de 90 % des articles « sceptiques » sur le changement climatique proviennent de groupes de réflexion classés à droite.
Bien que, depuis la fin des années 1970, les sociétés pétrolières soient arrivées au cours de leurs recherches à des conclusions correspondant largement au consensus scientifique sur le réchauffement de la planète, elles ont fomenté une longue campagne de dénégation du changement climatique — durant plusieurs décennies — en s'appuyant sur une stratégie qui a été comparée au déni organisé sur les dangers du tabagisme par l'industrie du tabac,,.
Le déni du changement climatique et la controverse politique sur le réchauffement ont eu une forte incidence sur les politiques en matière de réchauffement de la planète, sapant une partie des efforts déployés pour lutter contre le changement climatique ou pour s'y adapter,,.
Ceux qui encouragent ou créent ce déni utilisent couramment des tactiques et moyens rhétoriques donnant l’apparence d’une controverse scientifique là où il n’y en a pas,.
Le « militantisme dénialiste » a évolué en se créant de nouveaux fronts, et il s'est encore accru en france en juillet 2022 dans certains réseaux sociaux (twitter notamment), alors même que le monde vivait des températures record, des événements extrêmes, et que la COP27 se déroulait avec environ 600 délégués envoyés par les lobbys des industries fossiles.)

### Déni de la théorie du germe
Le déni de la théorie du germe est une croyance pseudoscientifique qui prétend que les bactéries et virus ne causent pas de maladies.

### SIDA
La négation du SIDA et de nombreuses théories du complot liées fleurissent notamment sur Internet. Thabo Mbeki, ancien président sud-africain, a freiné l'accès des malades sud-africains aux antirétroviraux en partie sous l'influence de ce dénialisme.